# Carcharhinus wheeleri
Espèce
Cette espèce, appelée aussi Requin à queue noire[réf. nécessaire], n'est pas reconnue par FishBase qui la nomme Carcharhinus amblyrhynchos.